# Pseudostegana zonaria
Pseudostegana zonaria är en tvåvingeart som först beskrevs av Toyohi Okada 1982.  Pseudostegana zonaria ingår i släktet Pseudostegana och familjen daggflugor. Inga underarter finns listade i Catalogue of Life.